# Thetford
Thetford è una cittadina di 21 588 abitanti della contea del Norfolk, in Inghilterra.
Nel 1737 vi nacque Thomas Paine.